# 성유스티노신학교
성유스티노신학교(聖유스티노神學校)는 대구광역시 중구 남산동에 있는 일제강점기의 건축물이다. 1990년 12월 15일 대구광역시의 문화재자료 제23호로 지정되었다.

## 개요
성유스티노 신학교는 대구 천주교회 초대 교구장이었던 안세화 주교가 중국인 벽돌공을 동원하여 1913년에 착공, 1914년에 완공한 신학교 건물이다.
안세화 주교는 1912년 신학교 건립을 위해 서울 명동성당의 건축에 참여했던 프와넬 신부를 초청하여 건립계획을 세우고 세계 각 지역에 재정적 지원을 호소하였다. 그리하여 1913년 9월 중국 상해에서 이름을 밝히지 않은 신자가 신학교에 성 유스티노를 모시는 조건으로 거액의 헌금을 보내오고, 대구의 천주교 신자 서상돈이 땅을 기증하여 공사를 시작하였다. 공사는 중국인 기술자들이 담당하였으며, 책임목수는 프랑스 영사관을 지을 때 참여한 사람이 담당하였다.
대구의 천주교 역사를 담고 있는 역사적 건물로, 로마네스크 양식과 고딕 양식에 가까운 서구식 건물로 벽돌이 정교하게 쌓여진 우수한 건물이다. 또한 프랑스인 신부들이 서구의 근대건축 양식과 함께 벽돌제조기술과 벽돌 쌓는 기술을 대구사람에게 소개한 의의를 지닌다.

## 참고 문헌
- 성유스티노신학교 - 국가유산청 국가유산포털